# Famcucine-Campagnolo

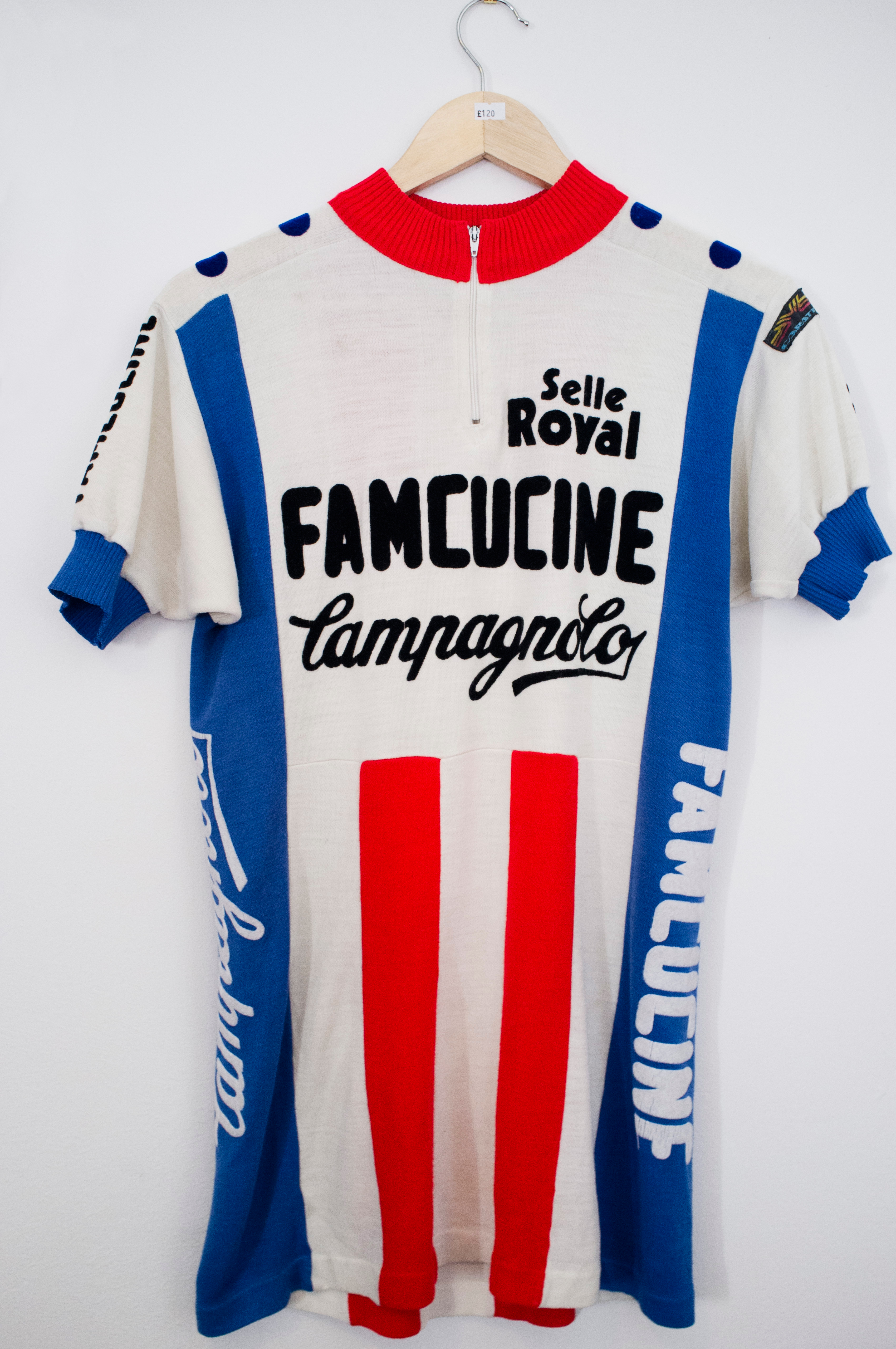
Teamtrikot 1981

Famcucine-Campagnolo war ein italienisches professionelles Radsportteam, das von 1980 bis 1982 bestand. Sein Hauptsponsor war ein italienischer Küchenhersteller und Co-Sponsor ein Fahrradteilehersteller.

## Geschichte
Luciano Pezzi wurde vom Inhaber des Hauptsponsors, Lidio Fabiani, beauftragt, ein neues Team aufzubauen. Das Team bestand hauptsächlich aus Fahrern, die noch keinen Vertrag für die neue Saison hatten. Im ersten Jahr war ein dritter Platz beim Giro dell’Appennino das beste Ergebnis. 1981 stießen Francesco Moser und vier weitere Fahrer von Sanson-Campagnolo zum Team. In der Saison wurden 18 Siege erzielt unter anderem drei Etappen beim Giro d’Italia und ein dritter Platz bei Paris–Roubaix und ein vierter Platz bei Mailand–Sanremo. 1982 fuhr das Team eine gute Saison mit zwei Etappensiege beim Giro d’Italia, vier Tage im Maglia Rosa, Sieg in der Punktewertung und einem achten Platz in der Gesamtwertung. Außerdem konnte Platz 4 bei Mailand-Sanremo, Platz 6 bei der Flandern-Rundfahrt, Platz 10 bei Paris–Roubaix und Platz 3 bei der Lombardei-Rundfahrt erreicht werden. Zur Überraschung aller löste Lidio Fabiani das Team zum Ende der Saison 1982 auf.

## Erfolge
1981
- drei Etappen Giro d’Italia
- Italienischer Meister – Straßenrennen
- Coppa Agostoni
- eine Etappe Cronostaffetta
- Giro di Campania
- Gesamtwertung und eine Etappe Giro di Frasassi
- Gesamtwertung und eine Etappe Tirreno–Adriatico
- eine Etappe Giro del Trentino
- Bertrange – Kirchberg
- eine Etappe Tour de l’Aude
- eine Etappe Giro dell’Umbria
- Tre Valli Varesine
- eine Etappe Giro di Puglia

1982
- Punktewertung und zwei Etappen Giro d’Italia
- Giro di Campania
- Giro di Toscana
- Gesamtwertung und drei Etappen Route du Sud
- eine Etappe Midi Libre
- Gran Premio Montelupo
- Circuit de l’Aulne
- Mailand–Vignola

## Grand-Tour-Platzierungen
| Grand Tour            | 1980 | 1981 | 1982 |
| --------------------- | ---- | ---- | ---- |
| Vuelta a EspañaVuelta | –    | –    | –    |
| Giro d’ItaliaGiro     | 35   | 21   | 8    |
| Tour de FranceTour    | –    | –    | –    |

## Monumente-des-Radsports-Platzierungen
| Monument                 | 1980 | 1981 | 1982 |
| ------------------------ | ---- | ---- | ---- |
| Mailand–Sanremo          | 92   | 4    | 4    |
| Flandern-Rundfahrt       | –    | 32   | 6    |
| Paris–Roubaix            | –    | 3    | 10   |
| Lüttich–Bastogne–Lüttich | –    | –    | –    |
| Lombardei-Rundfahrt      | 14   | 11   | 3    |

## Bekannte ehemalige Fahrer
- Francesco Moser (1981–1982)
- Cesare Cipollini (1980)
- Gregor Braun (1981)
- Alfio Vandi (1980)
- Palmiro Masciarelli  (1981–1982)